# 横浜市立都田中学校
横浜市立都田中学校（よこはましりつ つだちゅうがっこう）は神奈川県横浜市都筑区池辺町にある公立中学校。

## 沿革
- 1947年、創立、当初は都田小学校高等科校舎を使用[3]
- 1949年、木造校舎移築
- 1957年、校旗・校歌制定
- 1966年、体育館兼講堂完成
- 1968年、プール完成
- 1972年、鉄筋校舎完成
- 2007年、標準服改正

## 行事
- 4月 - 新入生を迎える会
- 6月 - 体育祭
- 10月 - 文化祭（さくら祭）
- 3月 - 卒業生を送る会

## 主な関係校
- 横浜市立都田小学校
- 横浜市立都田西小学校
- 横浜市立折本小学校

## 部活動
- 剣道部、卓球部、陸上競技部、吹奏楽部、バドミントン部、サッカー部、野球部、バスケットボール部、バレーボール部、美術部、パソコン部

## 主な進学高校
2005年度（平成17年度）の学区撤廃以前は『横浜北部学区』に属していた。旧学区内の県立高校は以下の9校である。
- 神奈川県立市ケ尾高等学校
- 神奈川県立荏田高等学校
- 神奈川県立川和高等学校
- 神奈川県立霧が丘高等学校
- 神奈川県立港北高等学校
- 神奈川県立新栄高等学校
- 神奈川県立田奈高等学校
- 神奈川県立白山高等学校
- 神奈川県立元石川高等学校

## 著名な卒業生
- ザ・リリーズ
- 那須雅之